# Antikové
Antikové (nazývaní v galaxii Pegasus Lanteané) jsou fiktivní humanoidní, prakticky lidská rasa v sci-fi seriálech Hvězdná brána, Hvězdná brána: Atlantida a Stargate Universe. Ve svém jazyce se nazývají Anqueetas. Původně žili jako jedna civilizace s Orii a nazývali se Alterané. Antikové byli první evolucí lidské rasy a jsou také jednou z nejvyspělejších ras, která kdy existovala ve vesmíru. Jsou tvůrci sítě hvězdných bran v Mléčné dráze a Pegasu. Na Zemi jsou známí jako stavitelé cest, kteří vystoupili na nebesa, v galaxii Pegas jsou tamními lidskými civilizacemi uctíváni jako Předkové. Byli členy Aliance čtyř velkých ras (spolu s Asgardy, Furlingy a Noxy).
Spolu s Orii objevili cestu, jak se povznést. Povznesení Antikové tvoří skupinu Ostatních. Všeobecně se řídí pravidlem nezasahování do nižších sfér bytí, byť někteří toto pravidlo porušují. Vědí o praktikách Oriů a odmítají je, ale věří ve filozofii nezasahování a svobodné vůle, a proto proti Oriům nepodnikají žádné kroky.

## Dějiny Antiků

### Alterané a rozdělení na Antiky a Orie
Přibližně před 50–100 milióny let se ve vzdálené galaxii vyvinula první evoluce lidské rasy – Alterané –, která dosáhla mimořádné technologické vyspělosti. V této době Antikové žili v jedné civilizaci společně s Orii. Mezi Orii a Antiky se však objevil filozofický rozkol. Zatímco Antikové věřili v poznání skrze vědu, Oriové se stali fanatiky trvajícími na své náboženské víře. Tento rozkol je znepřátelil natolik, že se Oriové pokusili Antiky zničit. K obraně proti Oriům vyvinuli zbraň, Archu pravdy, schopnou přesvědčit Orie o skutečné pravdě. Antikové však nakonec zbraň z morálních důvodů nepoužili (věřili ve svobodnou vůli). Místo toho se Antikové rozhodli odejít z galaxie a najít si nový domov.

### Mléčná dráha
Nakonec objevili Mléčnou dráhu a nazvali jí Avalon, kde se usadili a postavili novou civilizaci. V naší galaxii poprvé přistáli na planetě Dakara a vytvořili síť hvězdných bran. Mezi kolonizované planety patřila i Země (kterou nazývali Terra). Na Zemi také bylo město Atlantis, které je staré asi 5 milionů let. Se svými vyspělými technologiemi se stali jednou ze čtyř ras Aliance (spolu s Asgardy, Noxy a Furlingy).
Před asi 5 milióny let se v naší galaxii začala šířit choroba, kterou Antikové nebyli schopni vyléčit. Aby unikli zkáze, rozhodli se odejít. Zároveň však vyvinuli zařízení, které dokáže zasít život v galaxii, ale je schopné ho i všechen zničit. Použili ho k obnovení života po zkáze, kterou způsobil mor.

### Pegasus
Před 5 miliony let Antikové odešli do galaxie Pegasus. Usadili se na planetě, kterou nazvali Lantea (odtud pochází označení Antiků jako Lanteanů). V Pegasu také rozšířili lidskou rasu (lidé v Pegasu je nazývají Předky).
Antikové následně neúmyslně zkřížili Eratuského brouka (tak jej pojmenovala expedice na Atlantis ze Země) a člověka, z čehož vznikla rasa Wraithů, živících se vysáváním "života" z lidí. (Eratuský brouk byl původně parazit, živící se podobným způsobem jako klíště. Postupně do svého genetického kódu přidával části Antické DNA a získával tak některé jejich schopnosti, například telepatii, až se vyvinul v humanoidní formu života.)
Když před asi 10 tisíci lety Wraithové technologicky pokročili natolik, že začali "sklízet" antiky po celé galaxii, tak se Antikové začali bránit, ale Wraithi se nechtěli vzdát svých "pastvin" a tak začali válčit s Antiky, aby získali technologický náskok před lidmi a mohli je sklízet beze strachu z dostatečné obrany. Antikové už vyhrávali válku, ale bohužel pro Antiky, Wraithové ukořistili jednu z jejich lodí třídy Aurora s nabitým ZPM. Když zjistili energetický potenciál ZPM, začali se klonovat. Díky klonování byla brzy Wraithská armáda mnohosetkrát větší a Antikové začali prohrávat. Během jediného století byli Antikové téměř vyhlazeni.
Zůstalo jen jediné město, Atlantida. Toto město bylo schopné díky své technologii štítů a zbraní vyhrát každou bitvu, ale válku už ne. Proto se Antikové nakonec rozhodli, že Atlantis opustí a vrátí se zpět na svou dávnou domovskou planetu, planetu Zemi. Potopili Atlantis a vrátili se bránou zpět. Zde někteří dožili své životy (a přitom mezi lidmi rozšířili antický gen, umožňující mentální ovládání antických technologií), odešli bránou do všech koutů galaxie, nebo se povznesli.

## Technologie antiků

### Ovládací konzole
Obdélníkový panel s několika krystaly. Každá konzole je přiřazena k jinému systému (podpora života, štíty, brána…). Lze jí aktivovat antickým genem. Tyto konzole jsou používány na Atlantidě, antických základnách… Jsou to jakoby lidské počítače s klávesnicí bez monitorů (lze k nim připojit obrazovku). Expedice Atlantis používá k těmto konzolím pozemské notebooky (důvod neznámý).

### Antické vesmírné lodě

#### Aurora
Aurora je antická válečná loď, která byla ve provozu během prvního obléhání města Atlantidy. Aurora byla vyslána k vnějšímu okraji galaxie Pegasus v naději, že shromáždí informace týkajících se slabých míst Wraithů, potřebné pro obranu města. O deset tisíc let později ji objevil SG tým z Atlantidy. Loď byla těžce poničena v důsledku velké bitvy s neznámým nepřítelem. Skenery neobjevily na palubě žádný život, avšak podrobný průzkum ukázal, že Aurora obsahuje tisíce stázových kapslí, které měly udržet naživu všechny členy posádky. Jednotlivé kapsle jsou propojeny tak, že posádka je napojena na virtuální realitu. V jedné kapsli byl Wraith, který pomocí své technologie upravil komunikační program tak, že posádka neměla tušení o pádu Atlantidy a snažila se modifikovat hyperpohon, aby se k městu dostala co nejdříve. Toho chtěli Wraithové využít k vylepšení vlastního hyperpohonu, aby mohli doletět do naší Galaxie. Aurora byla zničena, když John Sheppard získal autodestrukční kódy od kapitána Aurory, poté, co si uvědomil, že on i jeho posádka jsou příliš staří na pomoc. Současně s Aurorou byly zničeny dva Wraithské křižníky. Bylo tak zabráněno prozrazení existence Atlantidy před zbytkem úlu, který věřil, že Atlantida byla zničena.

#### Puddle Jumper
Je válcovité, víceúčelové plavidlo vytvořené Antiky. Má vhodný tvar pro přepravu skrze hvězdnou bránu. Každá loď je vyzbrojena minimálně osmi střelami drone, které jsou ukryté ve výsuvných pouzdrech po stranách lodi. Název Puddle Jumper vymyslel John Sheppard – skutečný Antický název není znám. Loď je vybavena maskováním, které plavidlo učiní neviditelné. Loď je rozdělena na přední a zadní část. Vpředu jsou dvě křesla pro piloty a dvě pro ovládání systémů a vzadu je místo pro cestující. Konzola, umístěná mezi pilotem a druhým pilotem je modifikované vytáčecí zařízení, umožňující lodi přímý přístup k nejbližší hvězdné bráně a vytočení adresy. Loď je schopna dosahovat vysokých rychlostí, proto musí mít pokročilé inerciální tlumiče kvůli bezpečnosti cestujících.

#### Puddle Jumper (Stroj času)
Stroj času je vlastně vylepšený Puddle Jumper. Vzhledově se od normálního Puddle Jumperu moc neliší – má jiný řídící panel a uprostřed mezi sedadly pro pasažéry leží dlouhá oválná trubice. Jak přesně tento vynález funguje, nikdo neví; poté, co Sheppard zmáčknul nějaké tlačítko, přesunul se stroj času 10.000 let do minulosti, kde ho okamžitě sestřelili. Vynalezl jej antický vědec Janus. Stroj času použila i SG-1 při získání ZPM z hrobky ve starém Egyptě.

#### Destiny
Destiny je antická průzkumná loď, vyslaná na svou cestu před miliony lety, když Antikové byli na "vrcholu" technologického výzkumu. Antikové chtěli objevovat nové galaxie. Jelikož by jim trvala cesta na Destiny dlouho, vyslali ji samotnou a plánovali na ni přijít Hvězdnou branou, což se nikdy neuskutečnilo, protože se Antikové povznesli nebo dřív zemřeli. Později se na ni vydali pracovníci základny Icarus.

## Odkaz Antiků

### Loď Destiny
Ještě před povznesením započali Antikové experiment Destiny. Jeho klíčovou úlohu sehrává stejnojmenná loď, která již stovky tisíc let křižuje vesmírem. První detaily o misi této lodi jsou odhaleny v episodě "The Greater Good". Antikové objevili na pozadí reliktního záření uměle vypadající vzor, což by znamenalo možnost inteligentního života v období krátce po velkém třesku, nebo před ním. Loď Destiny byla vyslána, aby tuto možnost prozkoumala.
Antikové si byli jistí, že život existuje v rozmanité podobě po celém vesmíru a hvězdné brány představovaly ideální prostředek k dalšímu objevování. Antikové se však k tomuto experimentu nikdy nevrátili, protože objevili povznesení. Loď Destiny a celý experiment je námětem seriálu Stargate Universe.

### Archiv znalostí
Všechny vědomosti Antiků byly uloženy v archivu znalostí Antiků, který zachytil plukovníka O'Neilla a přenesl mu do mozku svůj kompletní obsah. Plukovník O'Neill následně v SGC vytvořil externí zdroj energie k Hvězdné bráně, díky kterému byl schopen zadat osmizámkovou adresu na hvězdné bráně. Tato adresa vedla na planetu Asgardů, kteří mu všechen tento obsah z mozku vymazali (O'Neill by jinak zemřel, protože lidský mozek není schopen pojmout tak obrovské množství informací).

### Základna Antiků na Zemi
Pozemšťané se snažili najít místo, kam Antikové uschovali veškeré své zbraně, a tak byli spolehlivě ochráněni před jakýmkoli útokem. Nakonec zjistí, že tato základna se nachází na Zemi v Antarktidě. Díky zbrani, která je napájena ZPM, je odražen útok Anubise na Zemi. Bohužel při tomto použití se ZPM vybije, a je proto nutné najít další zdroj.

### Město Atlantis
Dr. Daniel Jackson rozluští adresu brány na ztracené město Antiků – Atlantis – v galaxii Pegasus. Expedice Atlantis, vedená Dr. Weirovou, zajistí město, které se přitom neočekávaně vynoří na hladinu, a začnou prozkoumávat antické technologie i okolní planety.
Po nechtěném probuzení spících Wraithů se Atlantis stává hlavním cílem jejich útoků. Díky tomu, že Wraithové pozemšťany podcenili, byli lidé schopni odrazit první vlnu útoku. Za použití antických technologií města a asgardských technologií na lodích třídy Daedelus vedou lidé s novými spojenci v galaxii Pegasus válku proti Wraithům i proti Asuranům.

### Asurané
Po Anticích zůstala v galaxii Pegasus nová rasa, Asurané. Jednalo se původně o nanotechnologii určenou k likvidaci Wraithů. Díky své technologii replikace se stali účinnou zbraní. Postupně se však vyvinuli do podoby Antiků samotných a stali se ještě vyspělejšími, než oni kdy byli. (Dokonce se pokoušeli i o povznesení, ale toho mohou dosáhnout pouze organické formy života.)
Nakonec proti Asuranům vznikne mocné spojenectví pozemšťanů, Wraithů a cestovatelů, kterému se podaří zničit domovskou planetu Asuranů Asuras a s ní i většinu Asuranů. Poté se však toto spojenectví rozpadne a pozemšťané musí opět bojovat s Wraithy. A navíc nyní se vyvinul i jejich nový druh "Křiženci" , který je mnohem silnější a odolnější, a navíc všichni jedinci poslouchají pouze jednoho velitele, Michaela.